# Gran Premio de Japón de Motociclismo de 2003
El Gran Premio de Japón de Motociclismo de 2003 fue la primera prueba del Campeonato del Mundo de Motociclismo de 2003. Tuvo lugar en el fin de semana del 4 al 6 de abril de 2003 en el Circuito de Suzuka, situado en Suzuka, Prefectura de Mie, Japón. La carrera de MotoGP fue ganada por Valentino Rossi, seguido de Max Biaggi y Loris Capirossi. Manuel Poggiali ganó la prueba de 250 cc, por delante de Hiroshi Aoyama y Yuki Takahashi. La carrera de 125 cc fue ganada por Stefano Perugini, Mirko Giansanti fue segundo y Steve Jenkner tercero.

## Resultados

### Resultados MotoGP
| Pos.    | N.º | Piloto             | Constructor   | Vueltas | Tiempo         | Parrilla | Pts. |
| ------- | --- | ------------------ | ------------- | ------- | -------------- | -------- | ---- |
| 1       | 46  | Valentino Rossi    | Honda         | 21      | 44:13.182      | 1        | 25   |
| 2       | 3   | Max Biaggi         | Honda         | 21      | +6.445         | 2        | 20   |
| 3       | 65  | Loris Capirossi    | Ducati        | 21      | +8.209         | 15       | 16   |
| 4       | 15  | Sete Gibernau      | Honda         | 21      | +13.209        | 6        | 13   |
| 5       | 12  | Troy Bayliss       | Ducati        | 21      | +23.099        | 13       | 11   |
| 6       | 45  | Colin Edwards      | Aprilia       | 21      | +29.040        | 9        | 10   |
| 7       | 69  | Nicky Hayden       | Honda         | 21      | +29.126        | 22       | 9    |
| 8       | 4   | Alex Barros        | Yamaha        | 21      | +30.526        | 8        | 8    |
| 9       | 56  | Shinya Nakano      | Yamaha        | 21      | +33.447        | 10       | 7    |
| 10      | 7   | Carlos Checa       | Yamaha        | 21      | +40.200        | 4        | 6    |
| 11      | 17  | Norifumi Abe       | Yamaha        | 21      | +44.790        | 14       | 5    |
| 12      | 41  | Noriyuki Haga      | Aprilia       | 21      | +1:03.358      | 17       | 4    |
| 13      | 21  | John Hopkins       | Suzuki        | 21      | +1:03.950      | 12       | 3    |
| 14      | 10  | Kenny Roberts, Jr. | Suzuki        | 21      | +1:04.085      | 7        | 2    |
| 15      | 19  | Olivier Jacque     | Yamaha        | 21      | +1:09.990      | 21       | 1    |
| 16      | 8   | Garry McCoy        | Kawasaki      | 21      | +1:16.572      | 20       |      |
| 17      | 88  | Andrew Pitt        | Kawasaki      | 21      | +1:17.380      | 23       |      |
| 18      | 48  | Akira Yanagawa     | Kawasaki      | 21      | +1:23.605      | 18       |      |
| 19      | 25  | Tamaki Serizawa    | MD211VF Proto | 21      | +1:35.459      | 16       |      |
| 20      | 11  | Tohru Ukawa        | Honda         | 21      | +1:57.128      | 3        |      |
| Ret     | 6   | Makoto Tamada      | Honda         | 12      | Caída          | 5        |      |
| Ret     | 9   | Nobuatsu Aoki      | Proton KR     | 7       | Ret            | 19       |      |
| Ret     | 99  | Jeremy McWilliams  | Proton KR     | 6       | Caída          | 24       |      |
| Ret     | 74  | Daijiro Kato       | Honda         | 2       | Fatal accident | 11       |      |
| DNS     | 35  | Chris Burns        | Harris WCM    |         | No participó   |          |      |
| Fuente: |     |                    |               |         |                |          |      |

### Resultados 250cc
| Pos.    | N.º | Piloto             | Constructor | Vueltas | Tiempo    | Parrilla | Pts. |
| ------- | --- | ------------------ | ----------- | ------- | --------- | -------- | ---- |
| 1       | 54  | Manuel Poggiali    | Aprilia     | 19      | 41:36.284 | 23       | 25   |
| 2       | 92  | Hiroshi Aoyama     | Honda       | 19      | +1.373    | 1        | 20   |
| 3       | 72  | Yuki Takahashi     | Honda       | 19      | +1.496    | 7        | 16   |
| 4       | 5   | Sebastián Porto    | Honda       | 19      | +1.700    | 6        | 13   |
| 5       | 21  | Franco Battaini    | Aprilia     | 19      | +11.771   | 16       | 11   |
| 6       | 10  | Fonsi Nieto        | Aprilia     | 19      | +13.220   | 9        | 10   |
| 7       | 3   | Roberto Rolfo      | Honda       | 19      | +13.497   | 4        | 9    |
| 8       | 8   | Naoki Matsudo      | Yamaha      | 19      | +14.027   | 5        | 8    |
| 9       | 68  | Tekkyu Kayoh       | Yamaha      | 19      | +24.546   | 12       | 7    |
| 10      | 50  | Sylvain Guintoli   | Aprilia     | 19      | +42.722   | 8        | 6    |
| 11      | 6   | Alex Debón         | Honda       | 19      | +43.246   | 3        | 5    |
| 12      | 36  | Erwan Nigon        | Aprilia     | 19      | +47.871   | 21       | 4    |
| 13      | 11  | Joan Olivé         | Aprilia     | 19      | +1:09.405 | 30       | 3    |
| 14      | 16  | Johan Stigefelt    | Aprilia     | 19      | +1:09.779 | 13       | 2    |
| 15      | 96  | Jakub Smrž         | Honda       | 19      | +1:21.048 | 10       | 1    |
| 16      | 34  | Eric Bataille      | Honda       | 19      | +1:21.788 | 28       |      |
| 17      | 13  | Jaroslav Huleš     | Yamaha      | 19      | +1:35.538 | 15       |      |
| 18      | 57  | Chaz Davies        | Aprilia     | 19      | +1:38.489 | 29       |      |
| 19      | 18  | Henk vd Lagemaat   | Honda       | 19      | +1:41.507 | 25       |      |
| 20      | 98  | Katja Poensgen     | Honda       | 18      | +1 vuelta | 26       |      |
| Ret     | 33  | Héctor Faubel      | Aprilia     | 18      | Caída     | 18       |      |
| Ret     | 15  | Christian Gemmel   | Honda       | 17      | Caída     | 24       |      |
| Ret     | 26  | Alex Baldolini     | Aprilia     | 17      | Ret       | 11       |      |
| Ret     | 14  | Anthony West       | Aprilia     | 15      | Caída     | 17       |      |
| Ret     | 24  | Toni Elías         | Aprilia     | 14      | Ret       | 27       |      |
| Ret     | 71  | Katsuyuki Nakasuga | Yamaha      | 10      | Caída     | 2        |      |
| Ret     | 7   | Randy de Puniet    | Aprilia     | 4       | Ret       | 20       |      |
| Ret     | 28  | Dirk Heidolf       | Aprilia     | 0       | Caída     | 19       |      |
| Ret     | 67  | Tomoyoshi Koyama   | Yamaha      | 0       | Caída     | 22       |      |
| Ret     | 9   | Hugo Marchand      | Aprilia     | 0       | Ret       | 14       |      |
| Fuente: |     |                    |             |         |           |          |      |

### Resultados 125cc
| Pos.    | N.º | Piloto             | Constructor | Vueltas | Tiempo          | Parrilla | Pts. |
| ------- | --- | ------------------ | ----------- | ------- | --------------- | -------- | ---- |
| 1       | 7   | Stefano Perugini   | Aprilia     | 18      | 40:53.083       | 5        | 25   |
| 2       | 6   | Mirko Giansanti    | Aprilia     | 18      | +0.037          | 4        | 20   |
| 3       | 17  | Steve Jenkner      | Aprilia     | 18      | +1.033          | 13       | 16   |
| 4       | 4   | Lucio Cecchinello  | Aprilia     | 18      | +6.701          | 3        | 13   |
| 5       | 34  | Andrea Dovizioso   | Honda       | 18      | +8.594          | 8        | 11   |
| 6       | 41  | Youichi Ui         | Aprilia     | 18      | +8.940          | 18       | 10   |
| 7       | 22  | Pablo Nieto        | Aprilia     | 18      | +9.083          | 11       | 9    |
| 8       | 3   | Dani Pedrosa       | Honda       | 18      | +22.993         | 2        | 8    |
| 9       | 12  | Thomas Lüthi       | Honda       | 18      | +33.708         | 17       | 7    |
| 10      | 23  | Gino Borsoi        | Aprilia     | 18      | +34.234         | 20       | 6    |
| 11      | 36  | Mika Kallio        | Honda       | 18      | +34.280         | 34       | 5    |
| 12      | 24  | Simone Corsi       | Honda       | 18      | +35.245         | 28       | 4    |
| 13      | 11  | Max Sabbatani      | Aprilia     | 18      | +35.818         | 6        | 3    |
| 14      | 79  | Gábor Talmácsi     | Aprilia     | 18      | +35.945         | 23       | 2    |
| 15      | 42  | Gioele Pellino     | Aprilia     | 18      | +36.307         | 22       | 1    |
| 16      | 32  | Fabrizio Lai       | Malaguti    | 18      | +42.964         | 21       |      |
| 17      | 8   | Masao Azuma        | Honda       | 18      | +43.063         | 30       |      |
| 18      | 19  | Álvaro Bautista    | Aprilia     | 18      | +51.526         | 19       |      |
| 19      | 31  | Julián Simón       | Malaguti    | 18      | +57.880         | 24       |      |
| 20      | 65  | Toshihisa Kuzuhara | Honda       | 18      | +58.129         | 25       |      |
| 21      | 58  | Marco Simoncelli   | Aprilia     | 18      | +58.412         | 15       |      |
| 22      | 63  | Mike Di Meglio     | Aprilia     | 18      | +1:16.078       | 33       |      |
| 23      | 10  | Roberto Locatelli  | KTM         | 18      | +1:17.164       | 27       |      |
| 24      | 25  | Imre Tóth          | Honda       | 18      | +1:21.140       | 31       |      |
| 25      | 14  | Chris Martin       | Aprilia     | 18      | +1:21.384       | 32       |      |
| 26      | 21  | Leon Camier        | Honda       | 18      | +1:56.001       | 36       |      |
| 27      | 67  | Akio Tanaka        | Honda       | 17      | +1 vuelta       | 37       |      |
| Ret     | 66  | Shuhei Aoyama      | Honda       | 17      | Ret             | 12       |      |
| Ret     | 78  | Péter Lénárt       | Honda       | 15      | Caída           | 35       |      |
| Ret     | 27  | Casey Stoner       | Aprilia     | 8       | Caída           | 7        |      |
| Ret     | 33  | Stefano Bianco     | Gilera      | 7       | Caída           | 10       |      |
| Ret     | 48  | Jorge Lorenzo      | Derbi       | 7       | Ret             | 29       |      |
| Ret     | 15  | Alex de Angelis    | Aprilia     | 6       | Caída           | 1        |      |
| Ret     | 1   | Arnaud Vincent     | KTM         | 2       | Ret             | 16       |      |
| Ret     | 26  | Emilio Alzamora    | Derbi       | 2       | Ret             | 14       |      |
| Ret     | 80  | Héctor Barberá     | Aprilia     | 1       | Caída           | 9        |      |
| Ret     | 68  | Sadahito Suma      | Honda       | 1       | Ret             | 26       |      |
| DNQ     | 64  | Cheung Way On      | Honda       |         | No se clasificó |          |      |
| Fuente: |     |                    |             |         |                 |          |      |